# Blauwe doktersvis
De blauwe doktersvis (Acanthurus coeruleus) is een straalvinnige vis uit de familie van doktersvissen (Acanthuridae).

## Kenmerken
De soort kan een lengte bereiken van 39 centimeter. Het lichaam van de vis heeft een gedrongen vorm. De kop is duidelijk convex. Op jonge leeftijd is deze vis geel; de blauwe kleur krijgt hij pas als hij volwassen is.
De blauwe doktersvis heeft één rugvin, met negen stekels en 26–28 vinstralen en één aarsvin met 24– 26 vinstralen.

## Leefwijze
Het dieet van de vis bestaat hoofdzakelijk uit planten en detritus.

## Verspreiding en leefgebied
Deze soort komt voor in het westen van de Atlantische Oceaan, van New York zuidwaarts tot aan Brazilië, en bij Ascension. De soort is een zoutwatervis die voorkomt in tropische wateren, en is voornamelijk te vinden in wateren met een rotsachtige bodem en op koraalriffen, op een diepte van 2 tot 40 meter.

## Relatie tot de mens
De soort is voor de visserij van beperkt commercieel belang. Hij wordt gevangen voor commerciële aquaria. Voor de mens is deze vis niet geheel ongevaarlijk: de vis is in staat de mens te verwonden.

## Status
De blauwe doktersvis staat niet op de Rode Lijst van de IUCN.